# ليوبولد أورباخ
ليوبولد أورباخ (بالألمانية: Leopold Auerbach)‏ هو عالم أمراض ألماني، ولد في 27 أبريل 1828 في فروتسواف في بولندا، وتوفي بنفس المكان في 30 سبتمبر 1897.